# Esther (pictură)
Esther (1865) este o pictură de John Everett Millais, care descrie personajul central din Estera. Face parte din perioada estetică a lui Millais, când a fost influențat de opera lui Frederic Leighton și a lui James McNeill Whistler.
Pictura o descrie pe Estera, soția evreică a regelui persan Ahașveroș, în timp ce se pregătește să intre în camera soțului ei. Deoarece nu este invitată, riscă moartea, dar va intra pentru a-l informa despre un complot împotriva evreilor.
Millais a împrumutat mantia galbenă, dată generalului Gordon de către împăratul chinez după înfrângerea revoltei din Taiping. Pentru a crea un efect cultural nespecific, a produs modele abstracte vizibile în tablou.
Millais a creat un efect vizual dramatic prin contrastele vii ale culorilor, așezând albastrul profund al perdelei pe rochia galbenă și pe coloanele albe. Minimizarea aspectului narativ al scenei este, de asemenea, în concordanță cu abordarea estetică a artiștilor pe care îi imită.
Esther este descrisă aranjându-și perlele în păr, pregătindu-se să își pună coroana pe cap. Acest gest este derivat din tablourile lui Tizian, ale cărui tehnici de colorare au fost imitate de Millais, precum și de modelarea feței și a părului caracteristic „unui blond titzian”. Acest lucru se compară, de asemenea, imaginile oferite de Millais în Domnișoara de onoare și cu unele lucrări contemporane ale lui Dante Gabriel Rossetti. Biograful lui Millais, Marion Spielmann, a scris că pictura era „cea mai modernă lucrare a lui Millais ... mai multă consonanță în armonia sa puternică cu strălucirea îndrăzneață a zilelor noastre [1898] decât puterea solidă de acum patruzeci de ani”.